# Carmen Yalchuch
Carmen Yalchuch es una localidad del estado mexicano de Chiapas. Es parte del municipio de Huixtán.

## Demografía
| Gráfica de evolución demográfica |
|                                  |

| Censo | Población |
| ----- | --------- |
| 1950  | 119       |
| 1960  | 164       |
| 1970  | 237       |
| 1980  | 380       |
| 1990  | 595       |
| 2000  | 993       |
| 2010  | 1 124     |
| 2020  | 1 275     |